# Pablo Aprahamian
Pablo Alejandro Aprahamian Bakerdjian, (* 13. září 1985) je uruguayský zápasník–judista arménského původu. Na panamerické scéně se objevuje s přestávkami od roku 2004. Začínal ve střední váze a teprve od roku 2015 zápasí v polotěžké váze, ve které se na něho usmálo v roce 2016 štěstí v podobě panamerické kvalifikační kvóty pro účast na olympijských hrách v Riu. Na olympijských hrách vypadl v úvodním kole s domácím Rafaelem Buzacarinim na ippon. Judu se věnuje i jeho mladší bratr Mikael, který startuje v polostřední váze a byť měl větší počet kvalifikačních bodů než on tak na kvalifikační kvótu nedosáhl.